# 羅尚質
羅尚質（16世紀—17世紀），字薄華、又字黜浮，廣東肇慶府陽江縣人，明朝政治人物。

## 生平
羅尚質是隆慶四年歲貢羅士毅之孫，萬曆十九年（1591年）中舉人，授景陵知縣，未就任因父母去世回鄉，服闋後改授漵浦知縣，三年任內有廉潔聲譽，辭官歸來周濟貧困族人、杜門自守，不時吟詠山水，三次舉鄉飲賓，死後入祀鄉賢祠。

## 引用
1. 1 2  光緒《潛江縣志·卷十五·人物志》：羅尚質，字黜浮，士毅之孫也，事繼母吳氏克盡孝道，萬厯辛卯舉於鄉，授景陵知縣，以艱歸，補漵浦縣，居官三載多氷蘖聲，歸來睦族恤貧、杜門自守，時嘯咏山水而已，三舉賓筵，其沒也同其祖入祀鄉賢。
2. ↑  光緒《肇慶府志·卷十四·選舉一》：舉人……（萬曆）十九年辛卯科……羅尙質 陽江人，漵浦知縣，字薄華